# Cyprinella ornata
Cyprinella ornata és una espècie de peix cipriniforme de la família dels ciprínids que es troba a Mèxic.